# Elektrochemotherapie

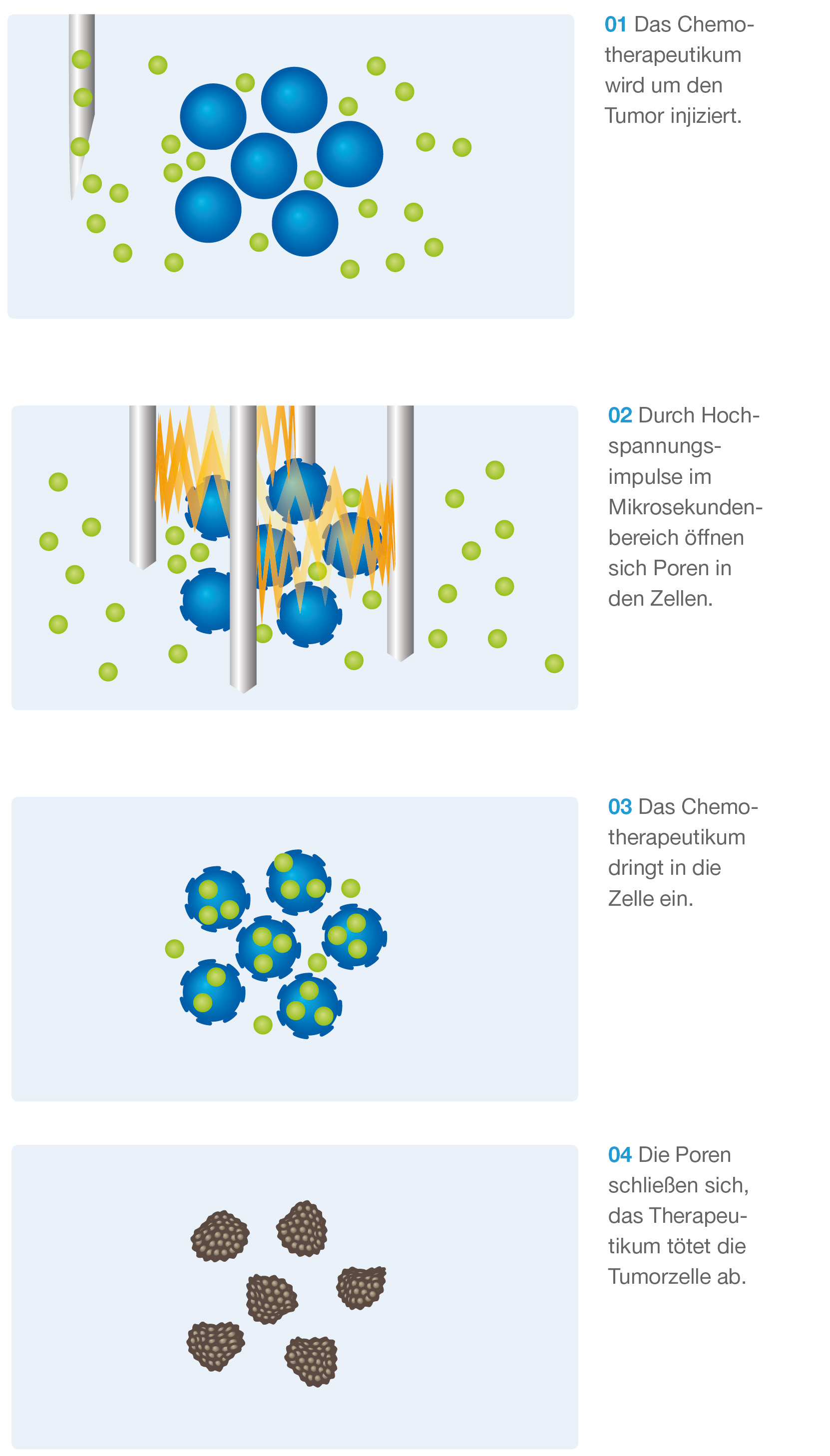
Hersteller-Illustration

Die Elektrochemotherapie (ECT) ist ein zurzeit in klinischen Studien erprobtes Verfahren der palliativen Therapie oberflächlich gelegener Tumoren, welches Chemotherapeutika mittels Elektroporation in das Zellinnere befördern soll. Durch lokale Anwendung kurzer und intensiver elektrischer Impulse werden die Poren der Zellmembran geöffnet und vorübergehend für Moleküle durchlässig, die sonst eine Zellmembran nicht durchdringen könnten. Erste Anwendungen betreffen Bleomycin und Cisplatin gegen Hautkrebs, oberflächliche Sarkome, und Kopf-Hals-Tumoren. Die Ansprechraten dieser Medikamente waren in den vorläufigen Studien signifikant höher als ohne Elektroporation.
Neben den einfachen Geräten, die nur im Wellnessbereich verkauft werden, bieten einige Anbieter auch Geräte für die medizinische Elektroporation an. Die angebotenen Geräte arbeiten z. B. mit einer Spannung von 1.000 Volt und acht Impulsen von 100 µs.

## Klinische Relevanz
In einer Reihe klinischer Studien wurde bei Anwendung der Elektrochemotherapie unter Verwendung bestimmter Chemotherapeutika bei unterschiedlichen kutanen oder subkutanen Metastasen oder Tumoren eine signifikante Ansprechrate festgestellt mit Vorteilen gegenüber anderen rein chemotherapeutischen Verfahren hinsichtlich Reduktion der Tumorgröße.
Die im Februar 2013 publizierte S3-Leitlinie der AWMF zum Melanom gibt eine schwache Empfehlung („kann angewendet werden“) für die ECT bei Patienten mit Satelliten- und In-transit-Metastasen.
Die ebenfalls im Jahr 2013 veröffentlichte Leitlinie zum Mammakarzinom der AGO (Arbeitsgemeinschaft Gynäkologische Onkologie) listet die Elektrochemotherapie als Behandlungsoption beim loko-regionären Rezidiv bei nicht kurativen Fällen auf. Die Elektrochemotherapie wurde im Jahr 2018 in die AWMF-Leitlinien zum Basalzellkarzinom und 2019 in die AWMF-Leitlinien zum Plattenepithelkarzinom als konsensbasierte Empfehlung aufgenommen. Laut dieser »sollte die Indikation zur Elektrochemotherapie geprüft werden, sofern keine chirurgischen oder strahlentherapeutischen Optionen zur Verfügung stehen«. Erste klinische Ergebnisse der Elektrochemotherapie von inneren Tumoren (z. B. Lebermetastasen und lokal fortgeschrittene Pankreaskarzinome) sind vielversprechend und ermutigend.

## Anwendungsbereiche
Zurzeit wird die Elektrochemotherapie hauptsächlich bei den zuvor erwähnten Hautkrebsarten angewendet, einem Bereich, in dem sie zunehmend eingesetzt wird. Außerdem wird ECT von einer in Deutschland zu findenden Klinik bei Prostatakrebs eingesetzt, teilweise in Kombination mit  Irreversibler Elektroporation (IRE).